# Сакура (эсминец, 1944)
Сакура (яп. 櫻, «Сакура») — японский эскадренный миноносец времён Второй Мировой войны типа «Мацу».

## Строительство
Корпус корабля был заложен 8 июня 1944 года на стапеле Морского арсенала в Йокосуке под заводским номером 5496. Спущен на воду 6 сентября 1944 года, вступил в строй 25 ноября того же года.

## История службы
После вступления в строй «Сакура» был зачислен в состав 11-й эскадры. 12-18 февраля 1945 года он сопроводил конвой MOTA-36 на пути из Модзи в Цзюлун, а оттуда вместе с крейсером «Касима» перешёл в Шанхай, где находился до конца марта.
15 марта «Сакура» был включён в состав 53-го дивизиона эскадренных миноносцев, а 21-го марта он вернулся в Курэ.
25 мая в Симоносекском проливе он подорвался на мине, получив небольшие повреждения. Июнь эсминец провёл за тралением подходов к Осаке. 11 июля в Осакском заливе (34°36′ с. ш. 135°28′ в. д.) он подорвался на очередной мине и быстро затонул в результате детонации погребов и отрыва кормовой оконечности. Погибло 130 членов экипажа, включая командира корабля капитана 3-го ранга Симобэ.
10 августа 1945 года «Сакура» был исключён из списков.

## Командиры
25.11.1944 — 11.7.1945 капитан 3 ранга (сёса) Сёдзи Симобэ (яп. 卜部章二).